# جوزيب بوريل
جوزيب بوريل فونتيليس (بالإسبانية: José Borrell) (من مواليد يوم 24 أبريل من عام 1947)، سياسي إسباني، وهو الممثل السامي للاتحاد الأوروبي للشؤون الخارجية والسياسة الأمنية منذ الأول من ديسمبر من عام 2019. هو عضو في الحزب الاشتراكي العمالي الإسباني (بّي إس أو أي)، وشغل منصب وزير الشؤون الخارجية في حكومة إسبانيا من عام 2018 إلى عام 2019، بعد أن كان وزيرًا للأعمال العامة سابقًا في عهد فيليبي غونثاليث من عام 1991 إلى عام 1996.
دخل بوريل، مهندس الطيران والخبير الاقتصادي بالتدريب بالإضافة لكونه أستاذًا للرياضيات، والذي وُلد ونشأ في قرية لا بوبلا دي سيغور الكتالونية، عالم السياسة في السبعينيات بصفته عضوًا في الحزب الاشتراكي العمالي الإسباني خلال فترة انتقال إسبانيا نحو الديمقراطية، وشغل عدة مناصب مرموقة في حكومات فيليبي غونثاليث، أولها في وزارة الاقتصاد والمالية بصفة أمين عام للميزانية والإنفاق العام (1982 – 1984) وأمين الدولة للتمويل (1984 – 1991)، ثم انضم إلى مجلس الوزراء بصفته وزيرًا للأعمال العامة والنقل (1991 – 1996). في المعارضة بعد انتخابات عام 1996، فاز بوريل بصورة غير متوقعة بالانتخابات التمهيدية لبّي إس أو أي في عام 1998 وكان المرشح المعين لرئاسة مجلس الوزراء عن الحزب إلى أن استقال في عام 1999، ثم نُقل إلى السياسات الأوروبية، ليصبح عضوًا في البرلمان الأوروبي خلال الفترة التشريعية 2004 – 2009 وتولى منصب رئيس البرلمان الأوروبي لأول نصف من مدة الولاية.
عاد إلى مجلس وزراء إسبانيا في يونيو من عام 2018، وقتما عُين وزيرًا للشؤون الخارجية في حكومة سانشيز.
في يوليو من عام 2019، كشُف أن بوريل هو مرشح المجلس الأوروبي لمنصب الممثل السامي للاتحاد الأوروبي للشؤون الخارجية والسياسية والأمنية.

## نشأته وحياته المهنية
وُلد جوزيب (أو جوزيه) بوريل فونتيليس في يوم 24 أبريل من عام 1947 في قرية لا بوبلا دي سيغور، مقاطعة لاردة، قرب البرانس، وهو ابن خوان بوريل ولويزا فونتيليس دول. نشأ في القرية أيضًا، حيث امتلك والده مخبزًا صغيرًا. كان جداه لأبيه مهاجران كتالونيان إلى الأرجنتين، أنشأا مخبزًا في مدينة مندوزا، قرب حديقة سان مارتين العامة. عادا إلى إسبانيا وقتما كان خوان بوريل في الثامنة من عمره. كان وصول والد بوريل إلى إسبانيا مباشرة قبل اندلاع الحرب الأهلية الإسبانية ولم يغادر قريته لا بوبلا دي سيغور بعدها.
بعد إتمامه التعليم الأساسي، أدى موقع قريته البعيد إلى تلقي بوريل تعليمه في المنزل بمساعدة من أمه ومعلم متقاعد، وخضع لامتحانات الشهادة الثانوية الرسمية في مدرسة لاردة الثانوية. تابع تعليمه العالي بفضل عدة منح دراسية، من بينها منحة من مؤسسة مارش وواحدة من برنامج فولبرايت. في عام 1964، انتقل إلى برشلونة لدراسة الهندسة الصناعية، لكنه غادر بعد عام في عام 1965 لدراسة هندسة الطيران في جامعة مدريد التقنية (يو بّي إم)، وتخرج في عام 1969. عمل بوريل في صيف 1969 متطوعًا في كيبوتس غال أون في إسرائيل، حيث التقى زوجته الفرنسية المستقبلية كارولين مايور، وهما حاليًا مطلقان. بدأ أيضًا في هذا الوقت الدراسة لدرجة بكالوريوس ولاحقًا دكتوراه في الاقتصاد في جامعة كمبلوتنسي في مدريد (يو سي إم). بوريل حاصل أيضًا على درجة الماجستير في الرياضيات التطبيقية (أبحاث العمليات) من جامعة ستانفورد في بالو آلتو (كاليفورنيا، الولايات المتحدة)، ودرجة الدراسات العليا في اقتصاديات الطاقة من المعهد الفرنسي للبترول في باريس (فرنسا). في مايو من عام 1976، ناقش بوريل أطروحة الدكتوراه خاصته في الاقتصاد في يو سي إم.

## مناصب
تولى منصب رئيس البرلمان الأوروبي (20 يوليو 2004–15 يناير 2007)
- عضو في البرلمان الأوروبي (20 يوليو 2004–13 يوليو 2009)[27]
- عضو في البرلمان الأوروبي (20 يوليو 2004–13 يوليو 2009)
- عضو مجلس النواب الإسباني  [لغات أخرى]‏ (23 مارس 2000–2 أبريل 2004)[28]
- عضو مجلس النواب الإسباني  [لغات أخرى]‏ (25 مارس 1996–5 أبريل 2000)[29]
- عضو مجلس النواب الإسباني  [لغات أخرى]‏ (24 يونيو 1993–9 يناير 1996)[30]
- عضو مجلس النواب الإسباني  [لغات أخرى]‏ (15 نوفمبر 1989–13 أبريل 1993)[31]
- عضو مجلس النواب الإسباني  [لغات أخرى]‏ (9 يوليو 1986–2 سبتمبر 1989).[32]

## أوسمة
- الوسام العلوي من درجة ضابط كبير.[33]

## روابط خارجية
- جوزيب بوريل على موقع IMDb (الإنجليزية)
- جوزيب بوريل على موقع مونزينجر (الألمانية)
- جوزيب بوريل على موقع كينوبويسك (الروسية)